# Ngọc Trinh (diễn viên)
Ngọc Trinh (sinh ngày 25 tháng 5 năm 1977) có tên đầy đủ là Phạm Thị Ngọc Trinh, là nữ diễn viên kịch nói, truyền hình và là đạo diễn kiêm nhà sản xuất sân khấu kịch Việt Nam, bà được biết đến với vai diễn Vy trong bộ phim truyền hình Mùi ngò gai và vai diễn Xàng trong vở kịch Trái tim nhảy múa.

## Tiểu sử
Ngọc Trinh sinh ngày 25 tháng 5 năm 1977 tại Thành phố Hồ Chí Minh với tên đầy đủ Phạm Thị Ngọc Trinh, trong một gia đình bình dân không có truyền thống nghệ thuật, cha của bà là người Campuchia, bà còn có một em gái. Yêu thích cải lương từ nhỏ và thần tượng Tài Linh, Ngọc Huyền, khi đang học lớp 11 và biết trường Nghệ Thuật Sân Khấu II tuyển sinh, Ngọc Trinh lén gia đình đi đăng ký với mong ước sau này sẽ được hóa thanh thành tiểu thư hay công chúa trên sân khấu cải lương. Nhưng vì lịch học cải lương trùng lặp với lịch học văn hóa nên bà chuyển sang học kịch nói.

## Sự nghiệp
Năm 1994, khi nhận được kết quả trúng tuyển diễn viên kịch nói khóa 15, Ngọc Trinh mới báo với gia đình, bà vừa theo học văn hóa vừa học kich tại trường Nghệ Thuật Sân Khấu II. Năm học thứ hai, bà được NSƯT Bạch Lan - bấy giờ là giám đốc Đoàn kịch trẻ Thành phố - mời về đoàn đóng một số vai chính trong các vở Hoài Thu của tôi, Nữ Sinh, Hoa Thiên Lý trên cao. Những tưởng đã có được nơi làm việc ổn định, nhưng năm 1997, Ngọc Trinh tốt nghiệp ra trường cũng là lúc Đoàn kịch bị giải thể. Dù có chút kinh nghiệm biểu diễn nhưng bà lúc này vẫn là một diễn viên mới ra trường nên không có nhiều cơ hội. Khi có ý định từ bỏ nghệ thuật để làm công việc khác thì cũng là thời điểm Sân khấu 135 Hai Bà Trưng của Phước Sang phát triển mạnh, đang chiêu mộ nhiều sinh viên và diễn viên trẻ. Ngọc Trinh xin vào đây và bắt đầu sự nghiệp từ những vai quần chúng. Sân khấu 5B khi dựng vở Ngôi nhà của chúng ta, đạo diễn của vở kịch là nghệ sĩ Hồng Vân đã chọn Ngọc Trinh đóng vai Bích Hồng thay cho diễn viên Hồng Đào - mới sang Mỹ định cư. Thời gian này, Ngọc Trinh vừa diễn chính kịch tại sân khấu 5B, vừa diễn hài ở sân khấu 135 Hai Bà Trưng. Ngọc Trinh liên tiếp đạt được các giải thưởng cá nhân trong các năm 1998-1999.
Từ năm 2000 đến 2004, bà là diễn viên của Sân khấu kịch Idecaf. Năm 2004, Ngọc Trinh chuyển về sân khấu Trần Cao Vân do các thầy của chị là Minh Nhí và Quốc Thảo sáng lập. Trong năm này Ngọc Trinh tham gia bộ phim truyền hình Lẵng hoa tình yêu và bắt đầu bén duyên với nhà sản xuất Kim Se Hyuk, người sau này là chồng của bà. Gần trọn năm 2005, cùng các thành viên của sân khấu Trần Cao Vân nghỉ diễn và tập trung hết cho việc ra mắt sân khấu mới, nhưng vì gặp nhiều trục trặc về thủ tục hành chính nên khi vừa ra mắt chừng ba tháng thì sân khấu bị đóng cửa. Ngọc Trinh cùng Lê Giang, Huy Cường, Thái Minh Nhiên lập Nhóm hài Lê Giang - Ngọc Trinh và nhận được các lời mời biểu diễn. Ngoài diễn kịch sân khấu, Ngọc Trinh còn tham gia các vở kịch trên truyền hình, đóng phim dài tập và làm người dãn chương trình của Đài Truyền hình Thành phố Hồ Chí Minh. Năm 2006, bà được nhận vai chính trong phim truyền dài tập Mùi ngò gai, bộ phim là bước ngoạt thành công trong sự nghiệp của bà, vì sức khỏe không cho phép nên Ngọc Trinh chỉ tham gia được hai phần đầu của bộ phim. Trong thời gian điều trị bệnh, mọi vai diễn trên phim và sân khấu của Ngọc Trinh được giao cho Hồng Ánh. Khi sức khỏe bình phục, bà nhận được lời mời tham gia bộ phim dài tập Hoa cỏ dại của hãng phim Minh Phương. Năm 2007, Ngọc Trinh giành giải Mai Vàng hạng mục Diễn viên hài cho vai Xàng trong vở kịch Trái tim nhảy múa.
Từ năm 2009, Ngọc Trinh về làm diễn viên tại Sân khấu Thế Giới Trẻ, bà bắt đầu diễn nhiều dạng vai hơn, trong đó phải kể đến vai Bé Ba trong vở Đời Như Ý, một nhân vật có hai tính cách cả bi và hài, trong năm này, Ngọc Trinh lần đầu đóng vai trò "bầu show" khi biên dịch và dàn dựng vở Kẻ nói dối đa tình dựa theo kịch bản của Hàn Quốc. Năm 2011 và 2012, Ngọc Trinh cùng chồng là đạo diễn Kim Sea Hyuk mở các buổi triễn lãm những bức tranh 3D được họ  đưa về từ Hàn Quốc. Năm 2011, Ngọc Trinh học thêm chuyên ngành Đạo diễn tại Trường Đại học Sân khấu – Điện ảnh Thành phố Hồ Chí Minh. Năm 2012, Ngọc Trinh đạt Huy chương vàng Liên hoan sân khấu chuyên nghiệp toàn quốc với vai bé Ba trong vở Đời Như Ý của đạo diễn Bùi Quốc Bảo. Năm 2013, Bà được kết nạp thành hội viên Hội Sân khấu Thành phố Hồ Chí Minh. Năm 2014, Ngọc Trinh nhận thấy Nhà hát Kịch Thành phố Hồ Chí Minh thưa thớt xuất diễn trong khi mình đang cần điểm diễn, bà đàm phán Giám đốc Nhà hát lúc bấy giờ là nghệ sĩ Trần Khánh Hoàng để được thuê sân khấu để diễn mỗi ba ngày hằng tuần. Bà lập ra mắt nhóm kịch xã hội với những gương mặt trẻ biểu diễn các vở Chỉ có thể là yêu, Kẻ nói dối đa tình, 49 ngày yêu tại Nhà hát kịch Thành phố, khi Khánh Hoàng nghỉ việc vì lý do bệnh tật, ông Trần Quý Bình tạm thời thay thế điều hành Nhà hát và hủy bỏ hợp đồng với nhóm của Ngọc Trinh. Nghệ sĩ Khánh Hoàng và Ngọc Trinh thỏa thuận miệng nhau về việc dàn dựng và biểu diễn các vở kịch theo phương thức xã hội hóa. Kinh phí 100% do Ngọc Trinh bỏ ra, lợi nhuận sẽ được chia cho hai bên. Những rắc rối này dẫn đến vụ kiện kéo dài 4 năm, Ngọc Trinh khởi kiện đòi bồi thường hơn 546 triệu đồng. Tòa án sơ thẩm ra phán quyết Nhà hát kịch Thành phố phải bồi thường 233 triệu đồng, nhưng cả bên nguyên đơn lẫn bị đơn đều kháng cáo. Ngọc Trinh chấp nhận khoản bồi thường mà tòa sơ thẩm tuyên, nhưng đại diện Nhà hát kịch không chấp nhận với lý do họ không có kinh phí và muốn bồi thường bằng cách hỗ trợ 52 suất diễn cho nhóm kịch của Ngọc Trinh. Phán quyết cuối cùng vào năm 2018 do Tòa án phúc thầm đưa ra buộc Nhà hát Kịch thành phố phải thanh toán cho 233 triệu đồng chi phí đầu tư có hóa đơn của Ngọc Trinh.
Năm 2019, Ngọc Trinh được phong tặng danh hiệu Nghệ sĩ ưu tú. Bà là giảng viên nghệ thuật trường Đại học Văn Lang, vừa lớp Diễn viên kịch điện ảnh truyền hình và thỉnh giảng tại trường Đại học Sân khấu - Điện ảnh TPHCM và các trung tâm đào tạo diễn viên khác.
Hiện tại, NSƯT Ngọc Trinh là giảng viên lớp Diễn viên kịch điện ảnh - truyền hình của trường Đại học Văn Lang. Ngoài ra, cô cũng làm giáo viên thỉnh giảng trường Trường Đại học Sân khấu – Điện ảnh Thành phố Hồ Chí Minh và một số trung tâm đào tạo diễn viên.

## Đời tư
Trong thời gian học tại  trường Nghệ Thuật Sân Khấu II, lớp của Ngọc Trinh do diễn viên Công Ninh làm chủ nhiệm, sau khi vở Nữ Sinh được công diễn, hai người cũng chính thức công khai tình cảm, được sự đồng ý của hai gia đình, họ đã có dự định kết hôn nhưng không thực hiện được, mối tình của họ kéo dài 10 năm, tới năm 2005 họ chia tay.
Tháng 12 năm 2009, Ngọc Trinh kết hôn với đạo diễn, nhà sản xuất truyền hình người Hàn Quốc Kim Se Hyuk. Bà từng qua Hàn sinh sống cùng chồng một thời gian, rồi về ở hẳn Việt Nam, hai người không có con cái và sau đó ly hôn năm 2017.

## Tác phẩm

### Kịch
| Vở diễn                            | Vai diễn / Vai trò   | Sân khấu / Nhà sản xuất             | Chú thích |
| ---------------------------------- | -------------------- | ----------------------------------- | --------- |
| Hoài Thu của tôi                   | Hoài Thu             | Đoàn kịch Trẻ Thành phố Hồ Chí Minh | [ 3 ]     |
| Nữ Sinh                            | Thục                 | Đoàn kịch Trẻ Thành phố Hồ Chí Minh | [ 3 ]     |
| Hoa Thiên Lý trên cao              | Thiên Lý             | Đoàn kịch Trẻ Thành phố Hồ Chí Minh | [ 3 ]     |
| Tôi là ai?                         | Nhục Thị Thanh Nhã   |                                     | [ 3 ]     |
| Ngôi nhà của chúng ta              | Bích Hồng            | 5B Võ Văn Tần                       |           |
| Ngôi nhà của những linh hồn        | Hạnh                 | 5B Võ Văn Tần                       |           |
| Bàn tay của trời                   | Hoa                  | 5B Võ Văn Tần                       |           |
| Phương thuốc thần kỳ               | Công chúa            | 5B Võ Văn Tần                       |           |
| Tiếng giày đêm                     | Sen                  | 5B Võ Văn Tần                       | [ 28 ]    |
| Kẻ nói dối đa tình                 | Mai Trinh (dàn dựng) | 5B Võ Văn Tần                       | [ 12 ]    |
| Chuyện chúng mình                  | Anh Thư              | Kịch truyền hình - HTV              | [ 7 ]     |
| Ai mất mất ai                      | Chủ quán             | Kịch truyền hình - HTV              | [ 7 ]     |
| Trái tim nhảy múa                  | Xàng                 |                                     | [ 3 ]     |
| Đời như ý                          | Bé Ba                |                                     | [ 3 ]     |
| Xóm nhỏ Sài Gòn                    | Bé Hai               | Sân khấu IDECAF                     | [ 3 ]     |
| Bí mật nhà xác                     | Mai                  | Sân khấu IDECAF                     |           |
| Hãy yêu nhau đi                    |                      | Sân khấu IDECAF                     |           |
| Trạng Quỳnh                        | Tiểu thư             |                                     | [ 7 ]     |
| Tin ở hoa hồng                     |                      | Nhà hát Tuổi trẻ Hà Nội             | [ 29 ]    |
| Truyền thuyết Sơn Tinh - Thủy Tinh | Mỵ Châu              |                                     |           |
| Mua chồng 30 vạn                   | Tuyết Lan            |                                     | [ 30 ]    |
| Ra Giêng anh cưới em               | Rồi                  |                                     |           |
| Trọn đời bên em                    |                      | Lý Hải                              | [ 31 ]    |
| Đi tìm con cá lặn                  | A hoàn               |                                     |           |
| Búp bê không biết khóc             | Miên                 |                                     | [ 32 ]    |
| Am khuya                           | Tiểu Liên            | Nhà hát Thế Giới Trẻ                |           |
| Mưa bóng mây                       | Bà Vy                |                                     | [ 32 ]    |
| Hồn Trương Ba, da hàng thịt        | Bé Lài               |                                     |           |
| Công chúa sao hỏa                  | Hà                   | Sân khấu kịch Hồng Vân              |           |
| Cũng cần có nhau                   | Người vợ             | Sân khấu Trần Cao Vân               |           |
| Bí mật Cẩm tú đài                  | Hoàng hậu Khiết Châu | Sân khấu Quốc Thảo                  |           |
| Chuyện của Dung                    | (đạo diễn)           | Đoàn Cải lương Long An              |           |
| Bất ngờ chưa bà già?               | Hằng                 | Nhà Văn hóa Thanh niên              | [ 32 ]    |

## Truyền hình
| Năm  | Chương trình               | Vai diễn / vai trò    | Ghi chú                    | Chú thích |
| ---- | -------------------------- | --------------------- | -------------------------- | --------- |
| 2004 | Gặp nhau cuối tuần         | (diễn viên)           |                            | [ 33 ]    |
| 2005 | Ai nhanh hơn?              | (dẫn chương trình)    |                            | [ 7 ]     |
| 2005 | Lẵng hoa tình yêu          | Thảo                  | Sitcom                     | [ 34 ]    |
| 2006 | Ai là ai?                  | (dẫn chương trình)    |                            | [ 6 ]     |
| 2006 | Mùi ngò gai (phần 1+2)     | Vy                    |                            |           |
| 2008 | Khu vườn bí ẩn             | Dì Tư                 |                            | [ 35 ]    |
| 2009 | Hoa cỏ dại                 |                       |                            | [ 11 ]    |
| 2010 | Người đẹp lỡ thì           | Tam Lang              |                            |           |
| 2013 | Bông hồng cho tướng cướp   |                       |                            |           |
| 2013 | Hè không phai              |                       |                            |           |
| 2016 | Giấc mơ phát tài           | Tươi                  |                            |           |
| 2016 | Siêu nhí tranh tài         | (giám khảo khách mời) | Bán kết 1                  |           |
| 2017 | Khẩu vị vị ngôi sao        | (khách mời)           |                            |           |
| 2017 | Giấc mơ 30 giây            |                       |                            | [ 36 ]    |
| 2017 | Chung cư ảo diệu           |                       |                            | [ 36 ]    |
| 2017 | Tình yêu tên cướp          |                       |                            | [ 36 ]    |
| 2018 | Cuộc chiến mỹ vị           | Khách mời             | Tập 21                     |           |
| 2018 | Tiệm tóc tình yêu          | Tuyền                 | Sitcom                     |           |
| 2018 | Nè biết gì chưa 888        | Là                    | Sitcom                     |           |
| 2018 | Tài tử miệt vườn           | (đạo diễn)            |                            |           |
| 2020 | Xin chào hạnh phúc         |                       | Tập: Một lần làm thiếu gia | [ 37 ]    |
| 2021 | Đứa em thừa kế             | Lan                   |                            |           |
| 2021 | Đố ba biết mẹ đang nghĩ gì | Bà My                 |                            |           |
| 2021 | Nữ hoàng Livestream        | Lucy                  |                            |           |
| 2023 | Dưới bóng bình yên         | Bảy Duyên             |                            |           |
| 2023 | Khi nào ta yêu nhau        | Lành                  |                            | [ 38 ]    |

### Điện ảnh
| Năm  | Tựa đề     | Vai diễn | Chú thích |
| ---- | ---------- | -------- | --------- |
| 2018 | Thạch Thảo | Mẹ Thảo  | [ 39 ]    |

## Giải thưởng
| Giải thưởng cá nhân      | Giải thưởng cá nhân                                                                   | Giải thưởng cá nhân          | Giải thưởng cá nhân          | Giải thưởng cá nhân | Giải thưởng cá nhân    | Giải thưởng cá nhân |
| Năm                      | Giải thưởng                                                                           | Hạng mục                     | Kết quả                      | Vai diễn            | Vở diễn                | Chú thích           |
| ------------------------ | ------------------------------------------------------------------------------------- | ---------------------------- | ---------------------------- | ------------------- | ---------------------- | ------------------- |
| 1998                     | Liên hoan sân khấu hài toàn quốc                                                      | Diễn viên                    | Huy chương bạc               | Vợ anh lơ xe        | Vụ án con bò           | [ 3 ] [ 40 ]        |
| 1998                     | Liên hoan sân khấu Mùa Thu                                                            | Diễn viên                    | Diễn viên trẻ được yêu thích | Bé Hai              | Xóm nhỏ Sài Gòn        | [ 3 ] [ 40 ]        |
| 1999                     | Giải Tài năng trẻ Thành phố Hồ Chí Minh                                               | Diễn viên hài được yêu thích | Đoạt giải                    | Công chúa           | Phương thuốc thần kỳ   | [ 3 ] [ 40 ]        |
| 2007                     | Mai Vàng                                                                              | Diễn viên hài                | Đoạt giải                    | Xàng                | Trái tim nhảy múa      | [ 3 ] [ 40 ]        |
| 2012                     | Liên hoan sân khấu chuyên nghiệp toàn quốc                                            | Diễn viên                    | Huy chương vàng              | Bé Ba               | Đời như ý              | [ 3 ] [ 40 ]        |
| 2015                     | Liên hoan sân khấu kịch nói chuyên nghiệp toàn quốc                                   | Diễn viên                    | Huy chương vàng              | Sen                 | Tiếng giày đêm         | [ 28 ]              |
| 2020                     | Liên hoan nghệ thuật sân khấu toàn quốc về hình tượng người chiến sĩ công an nhân dân | Diễn viên                    | Huy chương vàng              | Miên                | Búp bê không biết khóc | [ 37 ]              |
| 2021                     | Liên hoan Kịch nói toàn quốc                                                          | Diễn viên                    | Huy chương vàng              | Bà Vy               | Mưa bóng mây           | [ 32 ]              |
| Giải thưởng cho tác phầm |                                                                                       |                              |                              |                     |                        |                     |
| 2015                     | Mai Vàng                                                                              | Vở diễn sân khấu             | Đoạt giải                    | Đạo diễn            | 49 ngày yêu            | [ 17 ]              |
| 2015                     | Liên hoan sân khấu kịch nói chuyên nghiệp toàn quốc                                   |                              | Huy chương vàng              | Dàn dựng            | Tiếng giày đêm         | [ 28 ]              |